# Doña Urraca (historieta)
Doña Urraca es un personaje de historieta español, protagonista de la serie homónima, creado en 1948 por el dibujante Jorge (seudónimo de Miguel Bernet Toledano), para la revista Pulgarcito de Editorial Bruguera. A diferencia de la mayoría de series de la escuela Bruguera no incide en la crítica costumbrista, sino en el humor negro.

## Trayectoria editorial
Doña Urraca se anunció en 1948 en el número 76 del semanario "Pulgarcito" con el siguiente texto: 

¡Ríase de Frankenstein!  ¡Pitorréese de Drácula!  ¡Carcajéese del Vampiro de Dusseldorf! Pues son más infelices que un sello al lado de DOÑA URRACA, el tremebundo, pavoroso, escalofriante y cadavérico personaje de Jorge, cuyas extraordinarias aventuras empezará a publicar Pulgarcito a partir del próximo número.

Su primera aparición en el número 77 con la historieta "Día 13", la emparentó con los genios del terror y con las imágenes del cine expresionista.[cita requerida] Sus primeras palabras fueron ‘¡Día 13! ¡Ja! ¡Ja! ¡Hoy es mi día predilecto!’. El personaje apareció en otras publicaciones como  "Super Pulgarcito",  "DDT", "Gran Pulgarcito", en 5 álbumes monograficos de la colección "Magos de la risa", "Super Mortadelo" y en "Super Rompetechos"   
Tras la muerte del dibujante Jorge en 1960, su hijo Jordi Bernet logró convencer al director editorial Rafael González tras presentarle algunas páginas calcadas y así empezó a escribir y dibujar con tan solo quince años (en Bruguera tuvieron el detalle de pagarle lo mismo que a su padre).
Cuando Jordi Bernet dejó Doña Urraca en 1961, la serie recayó en Torá. En los años 1970 fue Martz Schmidt quien retomó al personaje, para el que escribe la historia Doña Urraca en el castillo de Nosferatu, de tintes góticos, que tuvo serios problemas con la censura.
La Sociedad Estatal Correos y Telégrafos dedicó un sello al personaje con valor de 35 pesetas, dentro de la serie "Comics Personajes del Tebeo" con fecha de emisión del 11 de junio de 1999.

## Características y argumento
Doña Urraca es una harpía, una bruja arrancada de los cuentos de hadas, trasladada a los tiempos de la prolongada posguerra española. Mujer de edad incierta, su creador se ocupó de hacerla realmente repugnante: perennemente vestida de negro hasta los pies, con medias a rayas, y con un rostro en el que destaca la larga nariz ganchuda. Lleva gafas redondas y escasos cabellos recogidos en un moño, y un sempiterno paraguas que jamás utiliza para protegerse de la lluvia y sí como arma ofensiva para zurrar a otros personajes. Su nombre y sus características podrían ser una deformación grotesca de la dirigente carlista María Rosa Urraca Pastor. Miguel Bernet Toledano había apoyado a la República durante la guerra civil española y Urraca Pastor podía simbolizar para él todos los valores contra los que luchaba, ya que era una destacada propagandista del Tradicionalismo que destacó por sus ideas antirrepublicanas y por su apoyo al golpe de Estado militar de 1936.
A diferencia de otros personajes de la "escuela Bruguera", Doña Urraca es un personaje intrínsecamente maligno. Se dedica habitualmente a soliviantar a la gente, a sembrar cizaña para activar los malos instintos para abusar de los más débiles, inocentes o personajes despistados. Su único propósito es hacer el mal; sin embargo, es frecuente que se encuentre con la horma de su zapato y salga malparada y frustrada en sus intenciones. A pesar de todo, Doña Urraca era un personaje simpático que hacía reír mediante los resortes del humor negro empujando a ciegos, abusando de viejecitas o dando patadas a los perros.
En los años 1950, la censura franquista obliga a dulcificar y suavizar un poco el agrio carácter de la Doña, para lo que se la provee de un antagonista, Caramillo, inocente y bonachón, que se convertirá en su víctima favorita.

Fascículo de T. Moix para Dolça Catalunya, de la Ed. Mateu: dos viñetas de Un experimento de radiestesia (episodio de La familia Ulises), y Carpanta, D. Berrinche, Gordito Relleno, D.ª Benita con D. Pío y Luisito, y Doña Urraca.